# Epioblasma torulosa ssp. torulosa
Epioblasma torulosa ssp. torulosa је шкољка из реда Unionoida и фамилије Unionidae. 

## Угроженост
Ова врста је наведена као изумрла, што значи да нису познати живи примерци.

## Распрострањење
Врста је пре изумирања била присутна у: Канада и Сједињене Америчке Државе.

## Станиште
Ранија станишта врсте су укључивала речне екосистеме и слатководна подручја. 